# Ягорбский мост
Ягорбский мост — автодорожный металлический балочный мост через реку Ягорба, старейший в Череповце. Он соединяет Заягорбский район с центральной частью города. Ягорбский мост получил название от реки Ягорбы.

## История
Первый деревянный мост был построен простыми русскими мостостроителями и открыт в 1869 году.
Горожане мост через Ягорбу называли Ягорбским с самого его создания. В архивах местных музеев существуют фотографии моста через реку Ягорбу, проходящего от Соборной горки к стрелке рек Шексны и Ягорбы (ныне затопленной), относящиеся к 1840—1850-м годам. Его называли мост под Соборкой; он прекратил своё существование с появлением Рыбинского водохранилища. Оба моста имели для купеческого Череповца большое значение, служа для связи с другими регионами страны. В источниках времен Великой Отечественной войны указано, что Ягорбский мост является объектом стратегическим и что он подлежит вооруженной охране.
Железобетонный мост был сдан в эксплуатацию в 1964 году. В 1984 году по мосту было открыто движение трамваев.
В 2007 году было принято решение о реконструкции Ягорбского моста. Работы начались в 2008 году. Движение по переправе не перекрывалось. С ноября 2007 по октябрь 2008 года была пристроена южная треть нового моста, с ноября 2008 по октябрь 2009 года — северная. С ноября 2009 по октябрь 2010 года старый мост демонтировали, а взамен навели среднюю треть моста. Трамвайное движение осуществлялось по северной трети, пока не открылась средняя. 4 ноября 2011 года строительство нового моста завершилось.
В 2025 году планируется включить художественную подсветку Ягорбского моста.